# Roland Claus
Roland Claus (Hettstedt, 1954. december 18. –) német politikus. Négyszer választották be a Bundestagba, és még korábban egyszer a keletnémet Volkskammerbe.